# Callulops fuscus
Callulops fuscus är en groddjursart som först beskrevs av Peters 1867.  Callulops fuscus ingår i släktet Callulops och familjen Microhylidae. IUCN kategoriserar arten globalt som otillräckligt studerad. Inga underarter finns listade.